# CAF Awards
Les CAF Awards sont une série de prix récompensant les acteurs du football africain. Ces prix sont décernés par la Confédération africaine de football (CAF).
Le 30 juin 2020, en raison de la pandémie du Covid-19, le comité exécutif de la CAF annonce l'annulation des CAF Awards 2020.

## Prix actuels

### Joueuse africaine de l'année
| Année | Joueuse            | Pays               |
| ----- | ------------------ | ------------------ |
| 2001  | Mercy Akide        | Nigeria            |
| 2002  | Alberta Sackey     | Ghana              |
| 2003  | Adjoa Bayor        | Ghana              |
| 2004  | Perpetua Nkwocha   | Nigeria            |
| 2005  | Perpetua Nkwocha   | Nigeria            |
| 2006  | Cynthia Uwak       | Nigeria            |
| 2007  | Cynthia Uwak       | Nigeria            |
| 2008  | Noko Matlou        | Afrique du Sud     |
| 2010  | Perpetua Nkwocha   | Nigeria            |
| 2011  | Perpetua Nkwocha   | Nigeria            |
| 2012  | Genoveva Añonma    | Guinée équatoriale |
| 2014  | Asisat Oshoala     | Nigeria            |
| 2015  | Gaëlle Enganamouit | Cameroun           |
| 2016  | Asisat Oshoala     | Nigeria            |
| 2017  | Asisat Oshoala     | Nigeria            |
| 2018  | Thembi Kgatlana    | Afrique du Sud     |
| 2019  | Asisat Oshoala     | Nigeria            |
| 2022  | Asisat Oshoala     | Nigeria            |
| 2023  | Asisat Oshoala     | Nigeria            |
| 2024  | Barbra Banda       | Zambie             |

### Meilleur jeune de l'année
| Année | Nom de joueur   | Équipe nationale | Club                      |
| ----- | --------------- | ---------------- | ------------------------- |
| 2015  | Victor Osimhen  | Nigeria          | Ultimate Strikers Academy |
| 2016  | Alex Iwobi      | Nigeria          | Arsenal                   |
| 2017  | Patson Daka     | Zambie           | FC Liefering              |
| 2018  | Achraf Hakimi   | Maroc            | Borussia Dortmund         |
| 2019  | Achraf Hakimi   | Maroc            | Borussia Dortmund         |
| 2022  | Pape Matar Sarr | Sénégal          | Tottenham Hotspur         |
| 2023  | Lamine Camara   | Sénégal          | FC Metz                   |
| 2024  | Lamine Camara   | Sénégal          | AS Monaco                 |

### Meilleur jeune joueuse de l'année
| Année | Nom de joueur   | Équipe nationale | Club            |
| ----- | --------------- | ---------------- | --------------- |
| 2014  | Asisat Oshoala  | Nigeria          | Rivers Angels   |
| 2022  | Evelyn Badu     | Ghana            | Hasaacas Ladies |
| 2023  | Nesryne El Chad | Maroc            | LOSC Lille      |
| 2024  | Doha El Madani  | Maroc            | AS FAR          |

### Gardien africain de l'année
| Année | Joueur          | Équipe nationale | Club              |
| ----- | --------------- | ---------------- | ----------------- |
| 2002  | Tony Sylva      | Sénégal          | Monaco            |
| 2003  | Idriss Kameni   | Cameroun         | Espanyol          |
| 2004  | Ali Boumnijel   | Tunisie          | Rouen             |
| 2023  | Yassine Bono    | Maroc            | Sevilla FC        |
| 2024  | Ronwen Williams | Afrique du Sud   | Mamelodi Sundowns |

### Gardienne africaine de l'année
| Année | Joueur            | Équipe nationale | Club     |
| ----- | ----------------- | ---------------- | -------- |
| 2023  | Chiamaka Nnadozie | Nigeria          | Paris FC |
| 2024  | Chiamaka Nnadozie | Nigeria          | Paris FC |

### Joueur local africain de l'année (évoluant dans un club africain)
| Année | Joueur               | Équipe nationale | Club                        |
| ----- | -------------------- | ---------------- | --------------------------- |
| 2003  | Dramane Traoré       | Mali             | Ismaily SC                  |
| 2004  | Vincent Enyeama      | Nigeria          | Enyimba                     |
| 2005  | Mohamed Barakat      | Égypte           | Al-Ahly                     |
| 2006  | Mohamed Aboutrika    | Égypte           | Al-Ahly                     |
| 2007  | Amine Chermiti       | Tunisie          | Étoile du Sahel             |
| 2008  | Mohamed Aboutrika    | Égypte           | Al-Ahly                     |
| 2009  | Trésor Mputu         | RD Congo         | TP Mazembe                  |
| 2010  | Ahmed Hassan         | Égypte           | Al-Ahly                     |
| 2011  | Oussama Darragi      | Tunisie          | Espérance Sportive de Tunis |
| 2012  | Mohamed Aboutrika    | Égypte           | Al-Ahly                     |
| 2013  | Mohamed Aboutrika    | Égypte           | Al-Ahly                     |
| 2014  | Firmin Ndombe Mubele | RD Congo         | Vita Club                   |
| 2015  | Mbwana Samatta       | Tanzanie         | TP Mazembe                  |
| 2016  | Denis Onyango        | Ouganda          | Mamelodi Sundowns           |
| 2019  | Youcef Belaïli       | Algérie          | ES Tunis                    |
| 2022  | Mohamed El-Shenawy   | Égypte           | Al Ahly SC                  |
| 2023  | Percy Tau            | Afrique du Sud   | Al Ahly                     |
| 2024  | Ronwen Williams      | Afrique du Sud   | Mamelodi Sundowns           |

### Joueuse interclubs africaine de l'année (opérant en Afrique)
| Année | Joueuse         | Équipe nationale | Club            |
| ----- | --------------- | ---------------- | --------------- |
| 2022  | Evelyn Badu     | Ghana            | Hasaacas Ladies |
| 2023  | Fatima Tagnaout | Maroc            | AS FAR          |
| 2024  | Sanaâ Mssoudy   | Maroc            | AS FAR          |

### Meilleur entraîneur d'une équipe masculine de l'année
| Année | Entraîneur               | Club/Équipe nationale |
| ----- | ------------------------ | --------------------- |
| 2000  | Cecil Jones Attuquayefio | Hearts of Oak         |
| 2001  | Bruno Metsu              | Sénégal               |
| 2002  | Bruno Metsu              | Sénégal               |
| 2003  | Kadiri Ikhana            | Enyimba               |
| 2004  | Okey Emordi              | Enyimba               |
| 2005  | Stephen Keshi            | Togo                  |
| 2006  | Manuel José              | Al-Ahly               |
| 2007  | Yemi Tella               | Nigeria U17           |
| 2008  | Hassan Shehata           | Égypte                |
| 2009  | Sellas Tetteh            | Ghana U20             |
| 2010  | Milovan Rajevac          | Ghana                 |
| 2011  | Harouna Doula Gabde      | Niger                 |
| 2012  | Hervé Renard             | Zambie                |
| 2013  | Stephen Keshi            | Nigeria               |
| 2014  | Kheïreddine Madoui       | ES Sétif              |
| 2015  | Hervé Renard             | Côte d'Ivoire         |
| 2016  | Pitso Mosimane           | Mamelodi Sundowns     |
| 2017  | Héctor Cúper             | Égypte                |
| 2018  | Hervé Renard             | Maroc                 |
| 2019  | Djamel Belmadi           | Algérie               |
| 2022  | Aliou Cissé              | Sénégal               |
| 2023  | Walid Regragui           | Maroc                 |
| 2024  | Émerse Faé               | Côte d'Ivoire         |

### Meilleur entraîneur d'une équipe féminine de l'année
| Année | Entraîneur     | Club/Équipe nationale |
| ----- | -------------- | --------------------- |
| 2018  | Desiree Ellis  | Afrique du Sud        |
| 2019  | Desiree Ellis  | Afrique du Sud        |
| 2022  | Desiree Ellis  | Afrique du Sud        |
| 2023  | Desiree Ellis  | Afrique du Sud        |
| 2024  | Lamia Boumehdi | TP Mazembe            |

### Meilleur club de l'année
| Année | Club                        | Nation         |
| ----- | --------------------------- | -------------- |
| 2001  | Kaizer Chiefs               | Afrique du Sud |
| 2002  | Zamalek                     | Égypte         |
| 2003  | Enyimba                     | Nigeria        |
| 2004  | Enyimba                     | Nigeria        |
| 2005  | Al Ahly                     | Égypte         |
| 2006  | Al Ahly                     | Égypte         |
| 2007  | Étoile du Sahel             | Tunisie        |
| 2008  | Al Ahly                     | Égypte         |
| 2009  | TP Mazembe                  | RD Congo       |
| 2010  | TP Mazembe                  | RD Congo       |
| 2011  | Espérance Sportive de Tunis | Tunisie        |
| 2012  | Al Ahly                     | Égypte         |
| 2013  | Al Ahly                     | Égypte         |
| 2014  | ES Sétif                    | Algérie        |
| 2015  | TP Mazembe                  | RD Congo       |
| 2016  | Mamelodi Sundowns           | Afrique du Sud |
| 2017  | Wydad Casablanca            | Maroc          |
| 2022  | Wydad Casablanca            | Maroc          |
| 2023  | Al Ahly                     | Égypte         |
| 2024  | Al Ahly                     | Égypte         |

### Meilleur club féminin de l'année
| Année | Club                     | Nation                           |
| ----- | ------------------------ | -------------------------------- |
| 2022  | Mamelodi Sundowns Ladies | Afrique du Sud                   |
| 2023  | Mamelodi Sundowns Ladies | Afrique du Sud                   |
| 2024  | TP Mazembe               | République démocratique du Congo |

### Équipe nationale masculine africaine de l'année
Le prix de l'équipe de l'année a été organisé par France Football de 1980 à 2004, ensuite par la Confédération africaine à partir de 2004.
| Année | Équipe nationale |
| ----- | ---------------- |
| 1980  | Algérie          |
| 1981  | Algérie          |
| 1982  | Algérie          |
| 1983  | Ghana            |
| 1984  | Cameroun         |
| 1985  | Maroc            |
| 1986  | Maroc            |
| 1987  | Cameroun         |
| 1988  | Cameroun         |
| 1989  | Cameroun         |

| Année | Équipe nationale |
| ----- | ---------------- |
| 1990  | Cameroun         |
| 1991  | Algérie          |
| 1992  | Côte d'Ivoire    |
| 1993  | Niger            |
| 1994  | Niger            |
| 1995  | Tunisie          |
| 1996  | Afrique du Sud   |
| 1997  | Maroc            |
| 1998  | Égypte           |
| 1999  | Tunisie          |

| Année | Équipe nationale |
| ----- | ---------------- |
| 2000  | Cameroun         |
| 2001  | Sénégal          |
| 2002  | Sénégal          |
| 2003  | Cameroun         |
| 2004  | Tunisie          |
| 2005  | Tunisie          |
| 2006  | Ghana            |
| 2007  | Sénégal          |
| 2008  | Égypte           |
| 2009  | Algérie          |

| Année | Équipe nationale |
| ----- | ---------------- |
| 2010  | Ghana            |
| 2011  | Botswana         |
| 2012  | Zambie           |
| 2013  | Nigeria          |
| 2014  | Algérie          |
| 2015  | Côte d'Ivoire    |
| 2016  | Ouganda          |
| 2017  | Égypte           |
| 2018  | Mauritanie       |
| 2019  | Algérie          |

| Année | Équipe nationale              |
| ----- | ----------------------------- |
| 2020  | Annulée, Pandémie de Covid-19 |
| 2021  | Annulée, Pandémie de Covid-19 |
| 2022  | Sénégal                       |
| 2023  | Maroc                         |
| 2024  | Côte d'Ivoire                 |

### Équipe nationale féminine de l'année
| Année | Équipe nationale   |
| ----- | ------------------ |
| 2010  | Nigeria            |
| 2011  | Cameroun           |
| 2012  | Guinée équatoriale |
| 2013  | Pas de vote        |
| 2014  | Nigeria            |
| 2015  | Cameroun           |
| 2016  | Nigeria            |
| 2017  | Afrique du Sud     |
| 2018  | Nigeria            |
| 2019  | Cameroun           |
| 2022  | Afrique du Sud     |
| 2023  | Nigeria            |
| 2024  | Nigeria            |

### But de l'année
| Année | Joueur             | Club ou Équipe nationale |
| ----- | ------------------ | ------------------------ |
| 2001  | Zoubier Baya       | Tunisie                  |
| 2002  | Papa Bouba Diop    | Sénégal                  |
| 2003  | Lesley Manyathela  | Afrique du Sud           |
| 2004  | Benni McCarthy     | FC Porto                 |
| 2018  | Thembi Kgatlana    | Afrique du Sud           |
| 2019  | Riyad Mahrez       | Algérie                  |
| 2022  | Pape Ousmane Sakho | Simba SC                 |
| 2023  | Mahmoud Kahraba    | Al Ahly                  |
| 2024  | Mabululu           | Angola                   |

## Prix disparus

### Meilleur espoir masculin de l'année
| Année | Joueur               | Équipe nationale | Club                |
| ----- | -------------------- | ---------------- | ------------------- |
| 2001  | Mantorras            | Angola           | Benfica             |
| 2002  | Mido                 | Égypte           | Ajax                |
| 2003  | Obafemi Martins      | Nigeria          | Inter Milan         |
| 2004  | Obafemi Martins      | Nigeria          | Inter Milan         |
| 2005  | John Obi Mikel       | Nigeria          | Chelsea             |
| 2006  | Taye Taiwo           | Nigeria          | Marseille           |
| 2007  | Clifford Mulenga     | Zambie           | Pretoria University |
| 2008  | Salomon Kalou        | Côte d'Ivoire    | Chelsea             |
| 2009  | Dominic Adiyiah      | Ghana            | Milan               |
| 2010  | Kwadwo Asamoah       | Ghana            | Udinese             |
| 2011  | Souleymane Coulibaly | Côte d'Ivoire    | Tottenham Hotspur   |
| 2012  | Mohamed Salah        | Égypte           | FC Bâle             |
| 2013  | Kelechi Iheanacho    | Nigeria          | Manchester City     |
| 2014  | Yacine Brahimi       | Algérie          | FC Porto            |
| 2015  | Oghenekaro Etebo     | Nigeria          | Warri Wolves        |
| 2016  | Kelechi Iheanacho    | Nigeria          | Manchester City     |

### Meilleur joueur de la Ligue des champions de la CAF
(Remplacé par Joueur Local africain de l'année depuis 2005). 
| Année | Nom de joueur        | Club            | Pays    |
| ----- | -------------------- | --------------- | ------- |
| 2001  | Flávio               | Petro de Luanda | Angola  |
| 2002  | Hicham Aboucherouane | Raja Casablanca | Maroc   |
| 2003  | Dramane Traoré       | Ismaily         | Mali    |
| 2004  | Vincent Enyeama      | Enyimba         | Nigeria |

### Meilleur arrêt de l'année
| Année | Joueur          | Équipe nationale | Club            |
| ----- | --------------- | ---------------- | --------------- |
| 2000  | Khalid Fouhami  | Maroc            | Dinamo Bucarest |
| 2001  | Essam El-Hadary | Egypte           | Al Ahly         |

### Légende africaine
| Année | Légende                                             | Pays                        |
| ----- | --------------------------------------------------- | --------------------------- |
| 2003  | Roger Milla Salif Keïta Kalusha Bwalya              | Cameroun · Mali · Zambie    |
| 2004  | Pierre Kalala Mukendi Mahmoud El Khatib George Weah | RD Congo · Égypte · Liberia |
| 2005  | Rabah Madjer                                        | Algérie                     |
| 2008  | Christian Chukwu                                    | Nigeria                     |
| 2009  | Jesus Stephen Keshi Jules Bocandé                   | Angola · Nigeria · Sénégal  |
| 2011  | Mustapha Hadji Jay-Jay Okocha                       | Maroc · Nigeria             |
| 2012  | Rigobert Song Mahmoud El-Gohary                     | Cameroun · Égypte           |
| 2013  | Bruno Metsu                                         | France                      |
| 2014  | Oryx Douala Stade Malien                            | Cameroun · Mali             |
| 2015  | Charles Gyamfi Samuel Mbappé Léppé                  | Ghana · Cameroun            |
| 2016  | Laurent Pokou Emilienne Mbango                      | Côte d'Ivoire · Cameroun    |
| 2017  | Ibrahim Sunday                                      | Ghana                       |

### Arbitre de l'année
| Année | Arbitre         | Pays          |
| ----- | --------------- | ------------- |
| 2011  | Noumandiez Doué | Côte d'Ivoire |
| 2012  | Djamel Haimoudi | Algérie       |
| 2013  | Djamel Haimoudi | Algérie       |
| 2014  | Bakary Gassama  | Gambie        |
| 2015  | Bakary Gassama  | Gambie        |
| 2016  | Bakary Gassama  | Gambie        |

### Dirigeant de l'année
| Année | Lauréat                 |
| ----- | ----------------------- |
| 2014  | Moïse Katumbi           |
| 2015  | Abdiqani Said Arab      |
| 2016  | Manuel Lopes Nascimento |
| 2017  | Ahmed Yahya             |
| 2018  | Fouzi Lekjaa            |
| 2019  | Moïse Katumbi           |

### Fédération de l'année
| Année | Lauréat                           |
| ----- | --------------------------------- |
| 2019  | Fédération égyptienne de football |

### Meilleurs supporters (équipes nationales)
- 2007 Club des supporters du Ghana
- 2008 Club des supporters du Nigeria
- 2009 Club des supporters d’Afrique du Sud

### Meilleurs supporters (clubs)
- 2008 Al-Ahly (Égypte)

### Prix du Fair Play
- 2005 Cameroun
- 2008 Cote d’Ivoire
- 2009 Supporters d’Al Hilal (Soudan)
- 2011 Libye
- 2012 Supporters de l’équipe nationale du Gabon
- 2013 Supporters du Nigeria
- 2014   Albert Ebosse (Cameroun)
- 2015  Allez Casa, groupe de supporteurs du Sénégal

### Trophée de Platine
- 2005 Chief Olusegun Obasanjo, Président de la République fédérale du Nigeria
- 2007  Faure Nyasingbe, Président de la République du Togo
- 2008 Umar Musa Yar’Adua, President of the Republic of Nigeria
- 2009 Prof. John Evans Atta Mills, President de la République du Ghana
- 2012 John Mahama  (Président de la République du Ghana)
- 2013 Goodluck Jonathan (Président du Nigeria)
- 2014 Kwame Nkrumah (Ghana) et Goodluck Jonathan  (Président de la République du Nigéria)
- 2017 Nana Addo Dankwa Akufo-Addo – Président du Ghana & George Weah – Président élu du Libéria et ancien Joueur Mondial, Africain et Européen de l’Année
- 2018 Macky Sall, Chef de l’Etat du Sénégal

### Trophée d’excellence
- 2003  Équipe nationale du Rwanda
- 2004  Danny Jordaan, Molefi Oliphant et Irvin Khosa (Afrique du Sud)

### Ordre du Mérite
- 2003  Wesley Sonbo Izetta (Liberia)
- 2004  Aubrey Tae & ASTV
- 2005 Dr. Peter Odili (Nigeria)
- 2007 Charles Kumi Gyamfi (Ghana)
- 2008 Roger Ouegnin, President of ASEC Mimosas Football Club /   Farah Addo /      Orok Oyo
- 2010 Omar Kezzal, ancien président de la Fédération algérienne de football